# Passage secret
 (novembre 2009).
Si vous disposez d'ouvrages ou d'articles de référence ou si vous connaissez des sites web de qualité traitant du thème abordé ici, merci de compléter l'article en donnant les références utiles à sa vérifiabilité et en les liant à la section « Notes et références ».
Pour le film, voir Passage secret (film, 1960).
Pour l'album, voir Passages secrets (album).

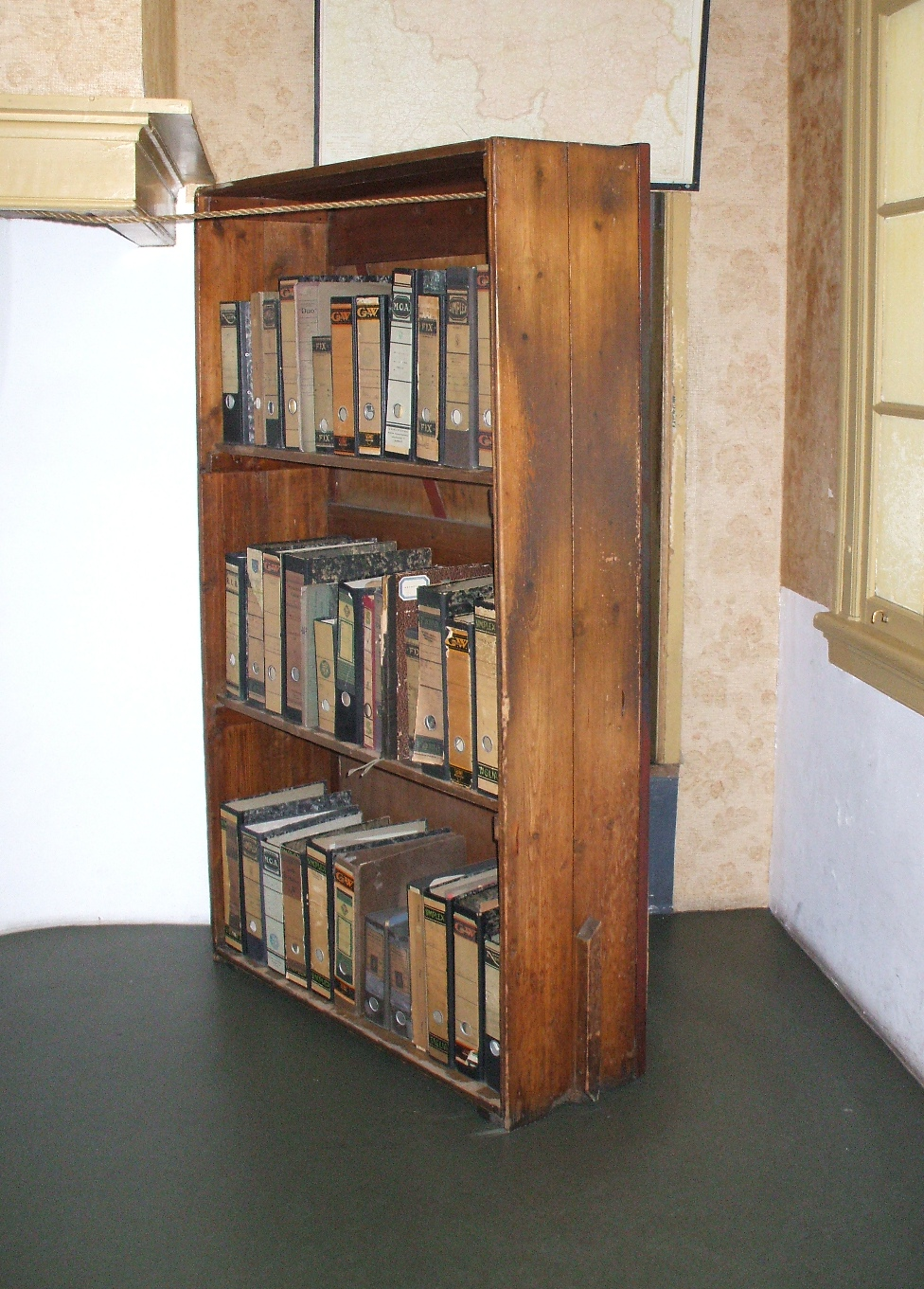
Les accès des passages secrets étaient souvent dissimulés derrière des meubles, comme ici, à Amsterdam, cette bibliothèque qui cachait l'entrée de l'annexe dans laquelle Anne Frank et sa famille échappèrent pendant deux ans à l'occupant allemand, durant la Seconde Guerre mondiale, avant leur capture.

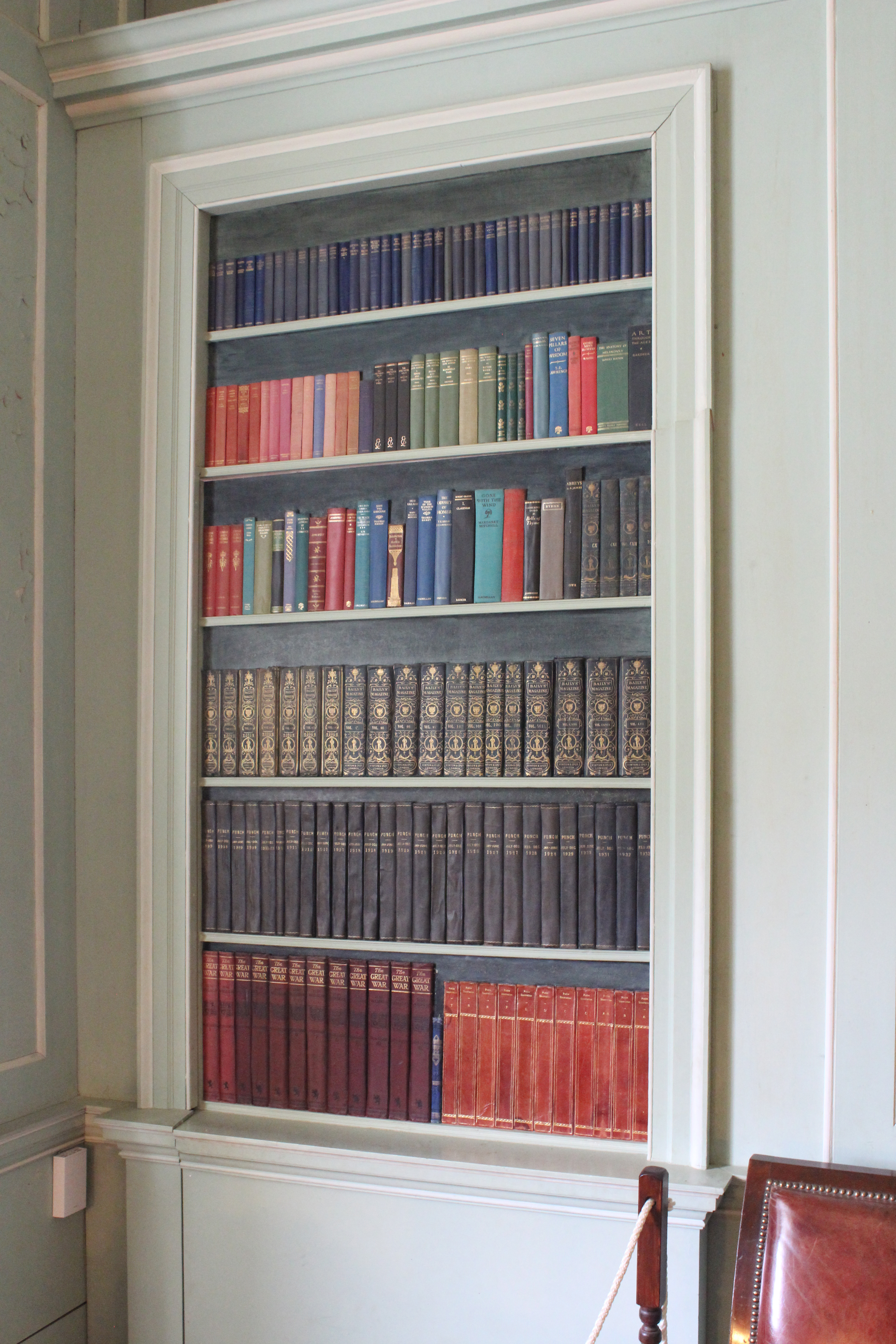
Porte secrète reliant la bibliothèque et la loge du propriétaire de l'abbaye de Mottisfont, en Angleterre. La rupture dans l'architrave montre le haut de la porte.

Un passage secret est, dans une construction quelconque, un chemin dissimulé qui permet de se déplacer furtivement. Il peut être un moyen : soit d'accéder à une pièce secrète dans une maison ; soit de permettre d'entrer et sortir d'un bâtiment par des corridors ou des galeries dissimulés. Les passages secrets ont été utiles tout au long de l'Histoire, et sont couramment utilisés dans les œuvres de fiction.

## Utilisations dans l'Histoire
Au Japon, les seigneurs se faisaient très fréquemment construire des châteaux, palais ou temples truffés de caches et autres passages secrets souvent piégés, destinés à déjouer les attaques de leurs ennemis (tel le Ninja-dera dans la ville de Kanazawa au centre de l'archipel). De nombreuses maisons de guerriers ninjas possèdent également des passages secrets afin que ceux-ci puissent échapper à leurs poursuivants.
C'est grâce à un passage secret donnant accès aux égouts que le pape Clément VII a pu sauver sa vie lors du sac de Rome du 6 mai 1527, en s'enfuyant au château Saint-Ange durant l'assaut des lansquenets de Charles Quint.
Aux États-Unis, dans les années 1920 durant la prohibition, nombreux étaient les bars et boîtes de nuits tenus par la pègre qui possédaient des passages secrets et permettaient d'accéder en sous-sol à des salles de jeux et lieux de plaisirs où l'alcool coulait à flots. À New York, et surtout à Chicago, un dédale de galeries reliait entre eux ces bars voisins, parfois séparés par des blocs d'immeubles, ce qui facilitait tant leur approvisionnement en alcool que la fuite des convives lors des descentes de police.
Les tunnels de Củ Chi situés dans les alentours Hô Chi Minh-Ville au Viêt Nam, possèdent de nombreux accès dans la jungle. Ils ont constitué des bases d'opération importantes du Viêt Công durant le conflit américano-vietnamien, notamment lors de l'offensive du Tết en 1968.
Entre août 2000 et mai 2002, plus de 1 000 livres anciens ont disparu de la bibliothèque du monastère du mont Sainte-Odile. Stanislas Gosse volait les livres après avoir trouvé une vieille carte montrant une entrée secrète dans la bibliothèque. Le chemin était cependant difficile d'accès : il fallait escalader un mur extérieur et un escalier raide. Un mécanisme permettait ensuite d'ouvrir un des cinq placards. La disparition de tant de livres sur une si longue période intrigua les moines et les autorités, jusqu'à ce que Gosse soit finalement arrêté grâce à des caméras de surveillance.